# علي شجاعي (مواليد 1997)
علي شجاعي، من مواليد 27 يناير 1997م، وهو لاعب كرة قدم إيراني محترف، يلعب بمركز مهاجم، شارك مع زملائه لبطولة كأس العالم تحت 20 سنة والتي أستضافته كوريا الجنوبية سنة 2017م.